# Gusten Törnqvist
Gusten Törnqvist, född 27 juni 1982 i Luleå, är en svensk före detta professionell ishockeymålvakt och sedan 2014 målvaktstränare för Luleå HF.

## Karriär som målvakt
Som målvakt spelade han för Luleå HF, Piteå HC, Bodens IK, Växjö Lakers, Almtuna IS, Frölunda HC, Alleghe, Frisk Asker och Asplöven HC.

### Luleå HF
9 oktober 2003 debuterade Törnqvist i Elitserien med Luleå HF, då Luleå besegrade Modo Hockey med 3–2 efter straffar. Då räddade han 28 av 30 skott, vilket gav 93,3 i räddningsprocent. 
Säsongen 2003/2004 spelade Törnqvist totalt 5 matcher i grundserien för Luleå HF, med 91,4% räddningar, och spelade 3 matcher i slutspelet med 91,6% räddningar. Det var hans bästa säsong i Luleå HF, trots ett fåtal matcher.
Säsongen 2007/2008 spelade Törnqvist 41 matcher i grundserien för Luleå HF, med 90,9 i räddningsprocent.

## Meriter som målvaktstränare
- CHL-mästare med Luleå HF 2015
- SM-silver med Luleå HF 2022
- SM-guld med Luleå HF 2025